# Palácio de Alvor-Pombal
O Palácio de Alvor-Pombal, também conhecido como Palácio das Janelas Verdes, situa-se na Rua das Janelas Verdes, em Lisboa, albergando atualmente o Museu Nacional de Arte Antiga.
Encontra-se classificado como Imóvel de Interesse Público desde 1971.

## História
Foi construído nos finais do século XVII (1690) pelo Conde de Alvor D. Francisco de Távora, vice-Rei da Índia, junto ao Convento de Santo Alberto das Carmelitas Descalças.
Na sequência do caso dos Távoras o palácio foi confiscado aos seus herdeiros, tendo sido mais tarde adquirido por Matias Aires Ramos da Silva e em 1760 por Paulo de Carvalho, irmão de Sebastião José de Carvalho e Melo, Marquês de Pombal de Pombal, tendo este em 1770 herdado o palácio do irmão.
Palácio de características seiscentistas, sofreu vários restauros e acrescentos mais nobres com influencias do rococó.
Após a morte da Princesa Maria Amélia em 1853, a Imperatriz Amélia de Leuchtenberg passou a residir no palácio juntamente com um pequeno séquito de amigos. Durante esse período o palácio foi marcado por uma semelhança monástica, e por vezes alguns ilustres visitantes apareciam por lá a fim de fazer companhia à Imperatriz Viúva.
Visitaram o palácio em 1865 a Princesa Imperial Isabel e seu marido Gastão de Orléans, Conde ďEu; em 1871 foi a vez dos Imperadores do Brasil Dom Pedro II e sua esposa Dona Teresa Cristina, e em final de 1872 a Rainha Viúva da Suécia, Josefina de Leuchtenberg se encontrou com a Imperatriz no palácio.
Amélia passou os últimos vinte anos de vida no palácio, e nele faleceu durante o sono na madrugada de 26 de janeiro de 1873.
Em 1884 foi neste palácio inaugurado o Museu Nacional de Bellas Artes e Arqueologia com a presença do Rei D. Luís, mais tarde em 1911 denominado Museu Nacional de Arte Antiga.